# Teppei Nishiyama
Teppei Nishiyama (født 22. februar 1975) er en tidligere japansk fodboldspiller.
Han har spillet for flere forskellige klubber i sin karriere, herunder Bellmare Hiratsuka og Oita Trinita.